# 수학여행
수학여행(修學旅行, 문화어: 배움나들이)은 학교에서 학습 활동의 일환으로 관광지를 여행하는 일을 말하는 것이다.

## 개요
학교에서는 학습 활동의 일환으로 학생들에게 어떤 지역을 직접 답사하게 함으로써 그 지역의 문화 등을 직접 익히며 견문을 넓힐 수 있다. 또, 사제와 학우 간의 단결심을 기를 수 있으며 좋은 추억거리로도 남게 된다. 학교의 졸업 사진첩에서도 수학여행 기념 사진이 실려 있는 것을 볼 수 있다.
수학여행은 2박 3일의 일정으로 진행되며(3박4일로 가는 학교도 있다), 4월에서 6월 사이에 간다. 하지만 이것이 절대적인 규정은 아니어서 어떤 학교는 3박 4일 또는 그 이상의 기간 동안 진행되거나, 가을이나 겨울에 수학여행을 가기도 한다. 그리고 수학여행 대상이 되는 학년 또한 학교마다 다르다. 일반적으로 한 학년이 1년에 한 번 가게 되어 있으나 소규모 학교에서는 3년에 한 번 모든 학년이 한꺼번에 가기도 한다.
수학여행지는 학교별로 매우 다양하나, 대한민국에서 수학여행지로 인기가 높은 지역은 대체로 경주 나 제주도 등이다. 지방에 있는 학교는 서울과 경기도 지역이 인기가 높다. 농사체험을 하는 수학여행도 있다. 강원도 정선군 남면 낙동2리 "개미들" 마을은 밭에 조와 수수를 심는 등의 농사체험을 하는 수학여행으로 일 년에 7천명의 학생들이 다녀간다.

## 비판
대한민국에서는 최근에는 생활수준 향상으로 일부 학교에서 많은 경비를 들여 대한민국 이외의 국가로 수학여행을 보내는 경우가 있어 수학여행의 본래 취지가 퇴색되었다는 비판이 있다. 또, 수학여행에 참여할 형편이 되지 못하는 학생을 위한 배려로 대한민국 내의 관광지를 대신 답사할 수 있게 한다고는 하나 이마저도 학생들의 위화감을 조장하기는 마찬가지라고 한다.

### 취소된 사례
- 1996년 강릉 무장공비 침투 사건 이후에는 수학여행 취소 소동을 일으켰다.
- 2014년 세월호 참사 이후에는 전면 취소되었다.
- 2015년 메르스와 2020년 2월부터 2022년 4월까지 코로나19 범유행 여파로 전면 취소되었다.
- 2023년 가을 법제처의 도로교통법 유권해석으로 일부 학교만 취소되었다. 이후 그 여파로 논란이 계속되면서 유권해석에 나왔던 도로교통법 일부 내용을 전면 개정되었다.

## 같이 보기
- 통학 버스
- 견학
- 야영